# Ven-ce
Ven-ce (Wenzi) (magyar népszerű átírás: Ven-ce, kínaiul: 文子) ókori kínai filozófus, a hagyomány szerint Lao-ce (Laozi)) egyik tanítványa. Ugyanezen a néven egyike a régi kínai, taoista szellemiségű politikafilozófiai műveknek.

## Élete
Ven-ce (Wenzi), azaz Ven (Wen) mester életéről alig tudunk bármi hitelt érdemlőt. Egy Li Hszian (Li Xian) 李暹 (i. sz. 6 sz.) nevű tudóstól, aki Ven-ce (Wenzi) művét kommentárokkal látta el, arról értesülhetünk, hogy Ven-ce (Wenzi) eredeti családneve Hszin (Xin) 辛, az adott neve (hao) pedig Csi-zsan (Jiran) 計然 volt, aki 范蠡 Fan Li (i. e. 517 körül) szolgálatában állt és Lao-cevel (Laozival) együtt tanult. Fan Li a Tavasz és ősz korszakban (i. e. 770 – 476), Jüe (Yue) fejedelemség főtanácsadója volt. Tu Tao-csien (Du Daojian) 杜道堅 (1237 – 1318) kommentárjából viszont az derül ki, hogy Ven-ce (Wenzi) családneve csakugyan Hszin (Xin) volt, de ő már a személynevét is tudni véli, miszerint Hszingnek (Xingnek) 銒 hívták volna. Ő tesz említést arról is, hogy Szung (Song)-beli Hszingként (Xingként) 宋銒 is emlegették, mivel szülőföldje a Szung (Song) állambeli Kujcsiu (Kuiqiu) 葵丘 környékén volt.
Ven-ce (Wenzi)nek nem csupán az eredeti neve bizonytalan, de az is, hogy pontosan mikor élhetett. A Han-dinasztia i. sz. 111-ben összeállított hivatalos krónikájában, a Hansuban (Hanshuban) két utalást is találunk ezzel kapcsolatban.Ven-ce (Wenzi)t egyszer az i. e. 8. századba, a Csou (Zhou)-beli Ping király idejére, másszor pedig az i. e. 6-5. századra helyezik, mint Lao-ce (Laozi) és Konfuciusz kortársát. Néhány régi kommentátor megjegyzi, hogy az ellentmondás abból származik, hogy Ven-ce (Wenzi) nem a Csou (Zhou)-beli Ping király idején, hanem a Csu (Chu)-beli Ping király (ur. i. e. 528 – 516) idején élt.

## Műve
Az írott forrásokban a Ven-ce (Wenzi)re legelőször az i. e. 1. században, a Csi-lüe (Qilue) 七略, azaz a „Hét összefoglalás” című gyűjteményben hivatkoznak, amikor is egy kilenc fejezetből álló változatáról tesznek említést a szerzők. A Han-dinasztia történetét összefoglaló, Han su (Han shu) irodalmi alkotásokat felsoroló, bibliográfiai részében ugyancsak kilenc fejezetes, pontosabban kilenc tekercses változat szerepel. A Liang-dinasztia idején élt tudós, bizonyos Zsuan Hsziao-hszü (Ruan Xiaoxu) 阮孝绪, az i. sz. 523-ban összeállított művében egy tíz fejezetes Ven-ce (Wenzi)ről tesz említést. A Sui-dinasztia és a Tang-dinasztia hivatalos krónikái i. sz. 636-ban és 945-ben pedig már tizenkét fejezetes Ven-ce (Wenzi)ről tesznek említést.
A taoista művek kánonjában a Ven-ce (Wenzi) szövegének három Ven-ce (Wenzi) változata is fennmaradt. Az első, legrégebbi a Tung-hszüan csen-csing csu (Tongxuan zhenjing zhu) 通玄真經注 „A titkok feltárásának igaz könyvének kommentárjai” címet viseli, a kommentárjai pedig a Tang-kori Hszü Lingfu (Xu Lingfu) 徐灵府 (kb. 760-841) nevéhez fűződnek. A második változat a Szung (Song)-dinasztia idején élt Csu Pien (Zhu Bian) 朱弁 (kb. 1085-1144) nevéhez köthető, és a Tung-hszüan cseng-csing csen-ji csu (Tongxuan zhenjing zhenyi zhu) 通玄真經正儀注, vagyis a „Titkok feltárásának igaz könyve – javított értelmezéssel és kommentárral” címmel került be a taoista kánonba. A harmadik változatot 1310-ben csatolták a kánonba, amely a Tung-hszüan cseng-csing cuan-ji (Tongxuan zhenjing zuanyi) 通玄真經纘義, vagyis „A titkok feltárásának igaz könyvének folytatásos értelmezése” címet viseli, amely a mongol Jüan (Yuan)-dinasztia idején élt Tu Tao-csien (Du Daojian) 杜道坚 (1237-1318) nevéhez köthető.
Egészen 1973-ig ezek a Ven-ce (Wenzi) szövegek voltak a legrégebbi ismert változatok, nem csoda hát, ha sokan úgy gondolták, hogy csupán taoista szellemiségű művekből készült kései kompiláció, amelynek ókori eredetije – már ha egyáltalán létezett – nagyon korán elveszhetett. Csakhogy 1973-ban egy régészeti lelet egy csapásra más megvilágításba helyezte a Ven-ce (Wenzi) szövegének autentikus voltát. Ekkor történt ugyanis, hogy a Hopej (Hebei) tartománybeli Tingcsou (Dingzhou) közelében egy i. e. 55-ben lezárt sírt tártak fel, melyet a Csungsan (Zhongshan) állambeli Huaj (Huai) király (懷王) sírjaként azonosítottak. A sírmellékletek között számos kézirat mellett megtalálták a Ven-ce (Wenzi) bambuszcsíkokra írott legkorábbi változatát is, amely meglepő módon alig mutatott jelentős eltéréseket a későbbről ismert változatokkal. A szöveg korának pontos vagy legalábbis pontosabb meghatározása ma is tudományos vizsgálatok tárgya, annyi azonban megállapítható, hogy valamikor az i. e. 3-2. század környékén íródhatott, legalábbis ekkor állították össze a ma ismert változatát. Ez természetesen nem zárja ki, hogy tartalmazhat ennél korábban íródott részleteket is.

## Műfaja
Noha, a Ven-ce (Wenzi)t a taoista műnek szokás tartani, megjegyzendő, hogy korántsem olyan következetes a taoista tantételeket illetően, mint például Lao-ce (Laozi) műve Az Út és Erény könyve, a Csuang-ce (Zhuangzi) vagy a Lie-ce (Liezi). Igaz, hogy úgyis tekinthetünk rá, mint Az Út és Erény könyve inspirálta műre, hiszen több tucat idézetet olvashatunk ebből, csakhogy a Ven-ce (Wenzi) szövege Lao-cenek (Laozinak) tulajdonít olyan gondolatokat is, melyek Az Út és Erény könyvében még csak meg sem jelennek. Az olyan kategóriák, mint az emberségesség, az igazságosság, a szertartásosság vagy a nemes ember egyértelműen konfuciánus hatást tükröznek. Ennek ellenére természetesen javarészben taoista gondolatok jelennek meg, olyan művé formálva, amely a mindenkori kormányzáshoz szolgál útmutatóként.

## Magyar fordítások
- Lao-ce utolsó tanításai – Wen-ce. (Thomas Cleary angol fordításából magyarra fordította: Varga Sándor) Farkas Lőrinc Imre Kiadó, Budapest, 1995 ISBN 963-85349-7-4 (a könyvön hibás ISBN ként 963-85223-8-1 szerepel)
- Wenzi: A titkok feltárásának igaz könyve. Klasszikus kínaiból fordította és az előszót írta: Tokaji Zsolt. Fapadoskonyv.hu, Budapest, 2010 ISBN 978-963-299-892-3
- Ven-ce: A titkok feltárásának igaz könyve. Az Út és Erény könyvéből kimaradt további tanítások; ford., jegyz., előszó Tokaji Zsolt; Quattrocento, Bp., 2013